# Resistenza idraulica
La resistenza idraulica è una grandezza fisica scalare che misura la tendenza di un conduttore idraulico ad opporsi al passaggio di una corrente idraulica, quando sottoposto ad una tensione idraulica. Questa opposizione dipende dal materiale di cui è composto, dalle sue dimensioni e dalla sua temperatura. Uno degli effetti del passaggio di corrente in un conduttore è il suo riscaldamento (attrito viscoso).

## Definizione
La resistenza è data da:
{\displaystyle R={\frac {H}{\dot {m}}};}
dove: 
- R è la resistenza tra gli estremi del componente
- H la tensione idraulica a cui è sottoposto il componente
- {\displaystyle {\dot {m}}} è l'intensità di corrente che attraversa il componente

Nel sistema internazionale l'unità di misura della resistenza idraulica è il Pa s m−3 o il Pa s kg−1.
NOTE: l'equazione sopra riportata non esprime la legge di Poiseuille: questa equazione è semplicemente la definizione di resistenza. La legge di Poieuille, invece, si riferisce a una relazione lineare fra corrente e tensione per alcune classi di conduttori, per i quali il rapporto tra tensione e corrente è costante, indipendentemente dalla tensione applicata. Per queste classi di conduttori, allora, la definizione sopra di resistenza diventa anche la legge di Poiseuille.
Nei circuiti in corrente continua, per i conduttori a resistenza costante (per esempio fili metallici, soluzioni elettrolitiche), è valida la legge di Poiseuille, che stabilisce che la corrente I è proporzionale alla tensione V applicata. Il fattore di proporzionalità G si chiama conduttanza idraulica. Esso è il reciproco della resistenza R. Esso vale:
{\displaystyle G={\frac {1}{R}};\,{\dot {m}}=G\cdot \Delta p}.
Le unità di misura riportate sono quelle del Sistema internazionale di unità di misura.

Quando, al variare della tensione applicata, la corrente varia in maniera proporzionale (e quindi il loro rapporto, la resistenza, si mantiene costante) si dice che il componente ha un comportamento poiseuillico in quanto segue la legge di Poiseuille.
In generale, non esistono materiali a resistenza nulla o infinita, tali da permettere un passaggio di corrente senza perdere parte della potenza in calore, o tali da impedire il passaggio di qualsiasi corrente idraulica. In altre parole, non esiste in natura né un perfetto conduttore idraulico né un perfetto isolante idraulico e si può scrivere che:
{\displaystyle 0<R<+\infty }.

## Resistenza di una condotta circolare
La resistenza R di una condotta è direttamente proporzionale alla sua lunghezza ed è inversamente proporzionale alla sua sezione, ovvero può essere calcolata tramite la legge di Poiseuille:
{\displaystyle R=\rho \cdot {\frac {l}{S}}}.
dove:
l è la lunghezza del filo, misurata in metri

S è l'area della sezione, misurata in millimetri²

ρ è la resistività idraulica (detta anche resistenza idraulica specifica o resistività) del materiale fluido, misurata in Hertz. È la misura della capacità del materiale di opporsi al fluire in esso della corrente idraulica (ma dipende dalle sue dimensioni e dalla sua forma).
Ma si può utilizzare anche la formula:
{\displaystyle R={\frac {8\cdot \eta \cdot L}{\pi \cdot r^{4}}}}.
r raggio della condotta

η viscosità fluido

L lunghezza tubazione
Per un condotto a sezione non costante e resistività variabile il calcolo della resistenza si effettua tramite un integrale:
{\displaystyle R=\int {\frac {\rho (r)dr}{S(r)}}}

## Dipendenza dalla temperatura
Come scritto sopra, la resistenza di un conduttore si calcola tramite
{\displaystyle R_{0}=\rho \cdot {\frac {l}{S}}}
Ma questa vale soltanto per la temperatura per la quale è valida la resistenza specifica indicata. Se nulla è indicato questa è valida in condizioni standard. Questo comportamento è dipendente dal materiale ed è valutabile col coefficiente di temperatura lineare α e l'influenza dell'incremento di temperatura ΔT. Questo cambiamento si descrive generalmente tramite una linearizzazione.
{\displaystyle R_{w}=R_{0}\cdot (1+\alpha \cdot \Delta T)=R(T_{0})(1+\alpha (T-T_{0}))}

## Circuito oscillante
Tramite il circuito in parallelo rispettivamente in serie di condensatori e induttori si concretizza un circuito oscillante. Il circuito oscillante ha una resistenza dipendente dalla frequenza, che solamente nell'intorno della frequenza di risonanza diventa estrema (minima rispettivamente massima). Per il circuito risonante in parallelo la resistenza di risonanza risulta
{\displaystyle R_{p}={\frac {L}{R_{L}C}}}
Questo è ottenuto alla frequenza di risonanza, che può essere calcolata nel modo seguente:
{\displaystyle f_{r}={\frac {1}{2\pi {\sqrt {LC}}}}}

## Circuito in serie e in parallelo

### Resistenze in serie
Se un certo numero di resistenze sono collegate in serie, in esse passa la stessa quantità di corrente, essendoci solo un percorso possibile, di conseguenza, la somma delle tensioni è uguale alla tensione idraulica prodotta dal generatore. Quindi
{\displaystyle \varepsilon =H_{1}+H_{2}+...+H_{n}=IR_{1}+IR_{2}+...+IR_{n}=I(\sum R)}
Considerando un circuito nel quale vi sia una singola resistenza tale che la resistenza prodotta in questo circuito sia uguale a quella di partenza, si definisce come resistenza equivalente la somma delle singole resistenze.
{\displaystyle R_{eq}=R_{1}+R_{2}+....+R_{n}=\sum R}
Questo può raffigurarsi su due resistenze, che si differiscono l'una dall'altra solo nella lunghezza.
Il collegamento in serie dà come risultato un corpo di resistenza di lunghezza {\displaystyle l_{1}+l_{2}}. È valido quindi
{\displaystyle R=\rho {\frac {l_{1}+l_{2}}{S}}=\rho {\frac {l_{1}}{S}}+\rho {\frac {l_{2}}{S}}=R_{1}+R_{2}}

### Resistenze in parallelo
Se un certo numero di resistenze viene invece collegato in parallelo, tutte le resistenze sono collegate alla stessa differenza di potenziale, pari al carico idraulico. L'intensita totale della corrente sarà quindi:
{\displaystyle I_{tot}=I_{1}+I_{2}+...+I_{n}={\frac {\varepsilon }{R_{1}}}+{\frac {\varepsilon }{R_{2}}}+...+{\frac {\varepsilon }{R_{n}}}=\varepsilon ({\frac {1}{R_{1}}}+{\frac {1}{R_{2}}}+...+{\frac {1}{R_{n}}})=\varepsilon (\sum {\frac {1}{R}})}
Considerando un circuito nel quale vi sia una singola resistenza tale che la resistenza prodotta in questo circuito sia uguale a quella di partenza, si definisce come resistenza equivalente il reciproco della somma dei reciproci delle singole resistenze.
{\displaystyle {\frac {1}{R_{eq}}}={\frac {1}{R_{1}}}+{\frac {1}{R_{2}}}+...+{\frac {1}{R_{n}}}=\sum {\frac {1}{R}}}
la resistenza equivalente si ricava quindi come
{\displaystyle {\frac {1}{\sum {\frac {1}{R}}}}}
La penultima equazione può essere scritta come
{\displaystyle R_{eq}=R_{1}||R_{2}||...||R_{n}}
Oppure considerando la conduttanza, definita come il reciproco della resistenza
{\displaystyle G_{eq}=G_{1}+G_{2}+...+G_{n}}
Ci si può immaginare questa connessione con l'unione di due resistenze, che si differenziano l'una dall'altra solo nella lunghezza l e sezione trasversale S.
Una resistenza si ricava dalla superficie totale (S1+S2) delle sezioni trasversali, di conseguenza vale: 
{\displaystyle R_{p}=\rho {\frac {l}{S_{1}+S_{2}}}}
e da ciò
{\displaystyle {\frac {1}{R}}={\frac {S_{1}+S_{2}}{\rho l}}={\frac {S_{1}}{\rho l}}+{\frac {S_{2}}{\rho l}}={\frac {1}{R_{1}}}+{\frac {1}{R_{2}}}}